# ستانلي تايلور
ستانلي تايلور (2 مارس 1875 - 22 يوليو 1965) (بالإنجليزية: Stanley Taylor)‏ هو لاعب كريكت بريطاني (وحمل سابقاً جنسية المملكة المتحدة لبريطانيا العظمى وأيرلندا).